# Mule Train
Mule Train ist ein Song von Fred Glickman, Hy Heath und Johnny Lange, der 1949 veröffentlicht wurde und 1949/50 zu einem Nummer-eins-Hit in den Vereinigten Staaten wurde.
Das Songwriter-Team Glickman (1903–1981), Heath (1890–1965) und Lange (1905–2006) schrieben Mule Train für den Western Rauchende Pistolen (Originaltitel: Singing Guns, 1950, Regie: R. G. Springsteen), mit Vaughn Monroe, Ella Raines und Walter Brennan in den Hauptrollen. Mule Train wird in dem Film von Vaughn Monroe vorgestellt. Der Film war bald vergessen, doch Mule Train wurde zu einem der erfolgreichsten Novelty Songs des Jahres; Vaughn Monroes Version des Lieds (erschienen Ende 1949 auf RCA Victor 20-3600, mit der B-Seite Singing My Way Back Home) kam in die Top Ten, doch einen noch größeren Erfolg hatte die Coverversion von Frankie Laine. Als ihm Mitch Miller den Song über das Telefon vorstellte, war der Sänger zunächst entsetzt:
Jesus Christ, you can't expect me to do a cowboy song! I'll lose all my jazz fans. I'll lose everybody who ever loved That’s My Desire.
„Jesses, du kannst doch von mir nicht erwarten, dass ich einen Cowboysong singe! Ich werde all meine Jazzfans verlieren! Ich werde all die verlieren, die That’s My Desire mögen.“

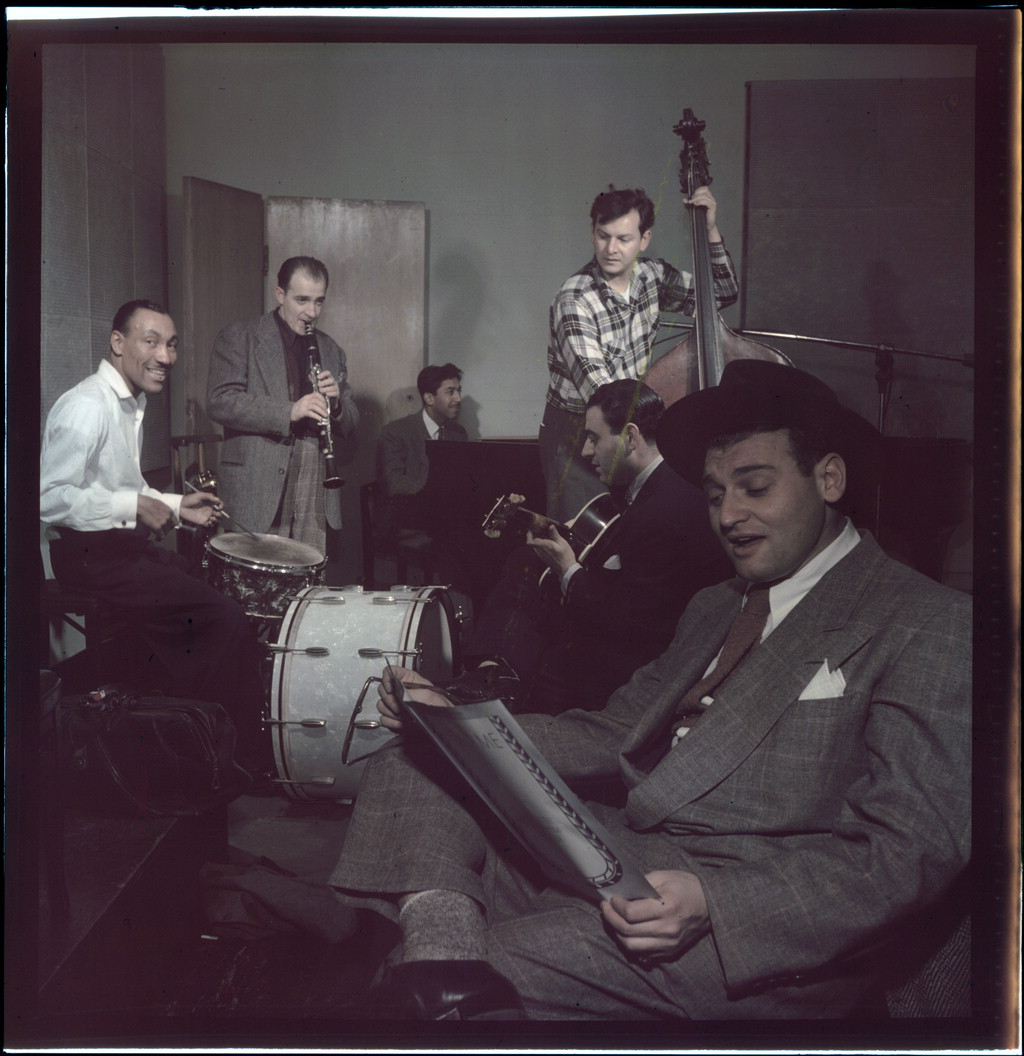
Jimmy Crawford (links) und Frankie Laine, um 1947.
Fotografie von William P. Gottlieb.

Mitch Miller konnte schließlich den Sänger dazu überreden, einige Takes von Mule Train aufzunehmen, bei denen ihn Miller an Gitarre, Akkordeon und Trommel und mit Hintergrundgesang begleitete. Der Song verschaffte dem Team den ersten Millionen-Hit.
Das Lied erhielt 1951 eine Oscar-Nominierung in der Kategorie Bester Song.  Die beiden ersten Zeilen des Lieds lauten: Mule train, yeah, yeah. Mule train: clippetty-clopping over hill and plain.
Frankie Laines Version von Mule Train war mit ihrer Rauheit und Kantigkeit zum damaligen Zeitpunkt für das Publikum als Song „eines weißen amerikanischen Sängers etwas völlig Ungewohntes“. Die Produktion von Mule Train etablierte zudem die Karriere von Mitch Miller; hervorgehoben wird dabei die frühe Verwendung von Klangeffekten. Will Friedwald beschrieb in diesem Zusammenhang Miller als einen „der Erfinder der Rock’n’Roll-Mentalität“.
Laines Version des Songs erschien auf Mercury Records 78-5345, mit der B-Seite Carry Me Back To Old Virginny und war sechs Wochen lang (26. November 1949 – 6. Januar 1950) Nummer-eins-Hit in den Vereinigten Staaten. Vaughn Monroes Version schaffte es auf Platz 10 der US-Hitparaden; weitere Coverversionen von Mule Train nahmen in den 1940er- und ‑50er-Jahren Tennessee Ernie Ford (Capitol CL 13237, 1949, #9 Pop, #1 Country), Burt Ives (auf Columbia), Bing Crosby (Brunswick, #4 in den Pop-Charts), Gordon MacRae (#14 Pop), Frank Ifield (Columbia 1963), Bob Summers, Freddie and The Heartaches (Dot, 1961), Rex Turner (Varsity), Gene Autry (Columbia) und Woody Herman and His Orchestra mit Nat King Cole (Capitol) auf.